# Саут Африкан ервејз
Саут Африкан ервејз (енгл. South African Airways, афр. Suid-Afrikaanse Lugdiens) (IATA: SA, ICAO: SAA) је највећа међународна и домаћа авио-компанија Јужноафричке Републике са седиштем у Јоханезбургу. Има базе на аеродрому Јоханезбург и аеродрому Кејптаун. Саут Африкан ервејз је једна од неколико Афричких авио-компанија које послују са добитком.

## Историја
Године 1934, авио-компанија под именом „Јунион ервејз“ била купљена од Владе Јужноафричке Републике и име јој је 1. фебруара промењено у Саут Африкан ервејз. Прва одредишта компаније су били градови Кејптаун, Дурбан и Јоханезбург. Следеће године, такође 1. фебруара, Саут Африкан ервејз је откупила Саут-Вест Африкан ервејз која је од 1932. године имала авио-поштанске летове између Виндхука и Кимберлија.
Година 1930их, Саут Африкан ервејз је летела своје прве међународне летове до Кеније и Уганде.
Године 1945 компанија је летела на свој први лет до Европе када је Авро Јорк авион летео у Бурнмоут (Енглеска).

## Редовне линије
Видите: Редовне линије Саут Африкан ервејза

## Флота
| Тип            | Укупно | Седишта      | Одредишта                                          | Напомена |
| -------------- | ------ | ------------ | -------------------------------------------------- | -------- |
| Ербас A319     | 7      | 120 (25/95)  | Домаћни, Регионални                                |          |
| Ербас A320     | 10     | 138 (24/114) |                                                    |          |
| Ербас A330-200 | 6      | 222 (36/186) |                                                    |          |
| Ербас A330-300 | 5      | 249 (46/203) |                                                    |          |
| Ербас A340-300 | 7      | 253 (38/215) | Аустралија, Европа Јужна Америка и Северна Америка |          |
| Ербас A340-600 | 9      | 317 (42/275) | Северна Америка, Југоисточна Азија и Европа        |          |
| Боинг 737-800  | 6      | 157 (32/125) | Домаћни, Регионални                                |          |
| Боинг 737-300F | 3      | 0            |                                                    |          |
| Укупно         | 53     |              |                                                    |          |